# Multilateralt avtal
Multilaterala avtal är ett avtal som träffas mellan fler än två parter. Det skiljer sig på så sätt från bilaterala avtal som ingås mellan två parter, och unilaterala avtal, där en part ensidigt förbinder sig till en åtgärd oberoende av vad andra gör.
Begreppet används ofta om internationella avtal mellan suveräna stater eller internationella organisationer, och är därmed en del av traktaträtten. Några exempel på sådana multilaterala avtal är Europeiska unionens fördrag, FN-stadgan och Europakonventionen om de mänskliga rättigheterna.
Som term kan begreppet dock användas om alla sorters avtal mellan fler än två parter.